# Liechtensteiner Cup 1989/90
Der Liechtensteiner Cup 1989/90 war die 45. Austragung des Fussballpokalwettbewerbs der Herren in Liechtenstein. Der FC Vaduz gewann zum 23. Mal den Titel.

## Teilnehmende Mannschaften
Folgende 15 Mannschaften nahmen am Liechtensteiner Cup teil:
| - FC Schaan - FC Schaan II - FC Schaan Azzurri - FC Vaduz - FC Vaduz II - FC Ruggell - FC Ruggell II - FC Triesenberg | - FC Triesenberg II - FC Balzers - FC Balzers II - USV Eschen-Mauren - USV Eschen-Mauren II - FC Triesen - FC Triesen II |

## 1. Runde
Der FC Balzers hatte für diese Runde ein Freilos. 
|                      | Ergebnis |                   |
| -------------------- | -------- | ----------------- |
| USV Eschen-Mauren II | 2:1      | FC Triesen        |
| FC Ruggell           | 3:2      | FC Vaduz II       |
| FC Triesenberg       | 0:2      | FC Vaduz          |
| FC Schaan            | 1:2      | USV Eschen-Mauren |
| FC Triesenberg II    | 2:3      | FC Ruggell II     |
| FC Schaan II         | 1:4      | FC Triesen II     |
| FC Schaan Azzurri    | 2:5      | FC Balzers II     |

## Viertelfinale
|                      | Ergebnis |                   |
| -------------------- | -------- | ----------------- |
| FC Ruggell           | 2:5      | FC Balzers        |
| FC Balzers II        | 1:6      | USV Eschen-Mauren |
| USV Eschen-Mauren II | 1:4      | FC Vaduz          |
| FC Triesen II        | 4:1      | FC Ruggell II     |

## Halbfinale
|                   | Ergebnis |            |
| ----------------- | -------- | ---------- |
| USV Eschen-Mauren | 3:0      | FC Balzers |
| FC Triesen II     | 1:4      | FC Vaduz   |

## Finale
Das Finale fand am 24. Mai 1990 in Triesen statt.
| Datum      |          | Ergebnis |                   |
| ---------- | -------- | -------- | ----------------- |
| 24.05.1990 | FC Vaduz | 4:1      | USV Eschen-Mauren |